# Hoplerythrinus gronovii
Hoplerythrinus gronovii är en fiskart som först beskrevs av Valenciennes, 1847.  Hoplerythrinus gronovii ingår i släktet Hoplerythrinus och familjen Erythrinidae. Inga underarter finns listade i Catalogue of Life.